# Peter Turner
Peter Turner   (Londres, 1586 - Southwark, Londres, gener 1652) fou un intel·lectual anglès, segon titular de la càtedra Saviliana de geometria a Oxford.

## Vida i Obra
Poc es coneix de la vida de Turner. Es va graduar el 1605 al Christ Church College de la universitat d'Oxford i el 1607 fou escollit fellow del Merton College. El 1620 va ser nomenat professor de geometria del Gresham College en substitució de Henry Briggs que havia passat a ocupar la càtedra Saviliana d'Oxford. En morir Briggs el 1631, novament Turner el va substituir en la càtedra saviliana de geometria. El 1648, en guanyar la guerra civil anglesa els parlamentaris, fou expulsat del seu càrrec per les seves fortes tendències reialistes. Se'n va anar a viure amb la seva germana vídua a Southwark on va morir en l'extrema pobresa.
Turner no tenia cap habilitat per a les matemàtiques, i no es coneix que deixés cap escrit matemàtic. Això fa pensar que va ser nomenat pels seus càrrecs gràcies a la seva amistat amb l'arquebisbe William Laud, rector de la universitat d'Oxford, i pel qui va escriure el preàmbul dels nous estatuts de la institució. Segons algunes fonts, era més hàbil llatinista i lingüista que matemàtic.